# العلاقات الصينية التوفالية
العلاقات الصينية التوفالية هي العلاقات الثنائية التي تجمع بين الصين وتوفالو.

## مقارنة بين البلدين
هذه مقارنة عامة ومرجعية للدولتين:
| وجه المقارنة                                              | الصين                    | توفالو                         |
| --------------------------------------------------------- | ------------------------ | ------------------------------ |
| المساحة (كم2)                                             | 9.60 مليون               | 26                             |
| عدد السكان (نسمة)                                         | 1.33 مليار               | 11.19 ألف                      |
| الكثافة السكانية (ن./كم²)                                 | 138.54                   | 43.04 ألف                      |
| العاصمة                                                   | بكين                     | فونافوتي                       |
| اللغة الرسمية                                             | اللغة الصينية القياسية   | اللغة التوفالوية، لغة إنجليزية |
| العملة                                                    | رنمينبي                  | دولار توفالو                   |
| الناتج المحلي الإجمالي (بليون دولار)                      | 12.24 تريليون            | 39.73 مليون                    |
| الناتج المحلي الإجمالي (تعادل القوة الشرائية) بليون دولار | 19.82 تريليون            | 38.93 مليون                    |
| الناتج المحلي الإجمالي الاسمي للفرد دولار أمريكي          | 8.03 ألف                 | 3.29 ألف                       |
| الناتج المحلي الإجمالي للفرد دولار أمريكي                 | 13.21 ألف                | 3.77 ألف                       |
| مؤشر التنمية البشرية                                      | 0.728                    |                                |
| رمز المكالمات الدولي                                      | +86                      | +688                           |
| رمز الإنترنت                                              | .cn، .中国 ‏، .中國 ‏      | .tv                            |
| المنطقة الزمنية                                           | توقيت الصين، ت ع م+08:00 | ت ع م+12:00                    |

## منظمات دولية مشتركة
يشترك البلدان في عضوية مجموعة من المنظمات الدولية، منها:
| علم المنظمة | اسم المنظمة                   | تاريخ انضمام الصين | تاريخ انضمام توفالو |
| ----------- | ----------------------------- | ------------------ | ------------------- |
|             | منظمة حظر الأسلحة الكيميائية  | ?                  | ?                   |
|             | الأمم المتحدة                 | 25 أكتوبر 1971     | 5 سبتمبر 2000       |
|             | يونسكو                        | 4 نوفمبر 1946      | 21 أكتوبر 1991      |
|             | مؤسسة التنمية الدولية         | 24 سبتمبر 1960     | 24 يونيو 2010       |
|             | بنك التنمية الآسيوي           | 1986               | 1993                |
|             | البنك الدولي للإنشاء والتعمير | 27 ديسمبر 1945     | 24 يونيو 2010       |
|             | الاتحاد البريدي العالمي       | ?                  | ?                   |
|             | الاتحاد الدولي للاتصالات      | 1 سبتمبر 1920      | 15 أغسطس 1996       |

## وصلات خارجية
- موقع وزارة الخارجية الصينية